# Emeka Erege
Emeka Obinna Erege (Lagos, 8 novembre 1978) è un ex cestista nigeriano con cittadinanza tedesca.

## Palmarès
- 2.Bundesliga (2006)